# Константин Петканов (революционер)
Вижте пояснителната страница за други личности с името Константин Петканов.
Константин Симеонов Петканов е български просветен деец и революционер, участник във Вътрешната добруджанска революционна организация.

## Биография
Константин Петканов е роден на 15 май 1868 година в лозенградското село Каваклия. През 1879 година семейството му се изселва в тутраканското село Кузгун, по-късно преименувано на Антимово по негово предложение. Съосновател е на създаденото на 13 февруари 1900 година Тутраканско македоно-одринско дружество на Македоно-одринската организация, основател е на земеделската спестовно-заемателна каса „Сърп“ с корпоративен магазин към нея и на читалище „Виделина“. Учителства в Кузгун между 1890 и 1912 година, когато е мобилизиран и участва в Балканските войни в редовете на 45-и пехотен полк на 15-а рота, с която участва в боевете в Източна Тракия и Сърбия. Награден е с орден „За храброст“ IV степен. След завземането на Южна Добруджа от Румъния се премесва в село Кютюклии, където организира мрежа за разузнаване на Тутраканската крепост. След освобождението на Антимово през Първата световна война се завръща там и продължава да учителства. След 1919 година е сред организаторите на съпротивата на повторната анексия на Южна Добруджа от страна на Румъния. Властите го следят и му забраняват да преподава, след което е изселен насилствено.
Константин Петканов се установява в Завет, а през 1922 година в Бръшлен, като повторно създава разузнавателна организация в Южна Добруджа. През 1920 година участва в тайната военнизирана организация „Черна ръка“, прерастнала през 1923 година във ВДРО. Близък е до Аспарух Айдемирски, Ангел Стоянов и Стефан Симеонов. След подписването на Крайовската спогодба е делегат на Великия добруджански събор от 1942 година. Умира на 16 юни 1956 година в Бръшлен.
Родственик е с Константин Петканов и Яни Попов. Със съпругата си Донка имат седем деца, 5 момчета и 2 момичета.